# Casa Presei Libere

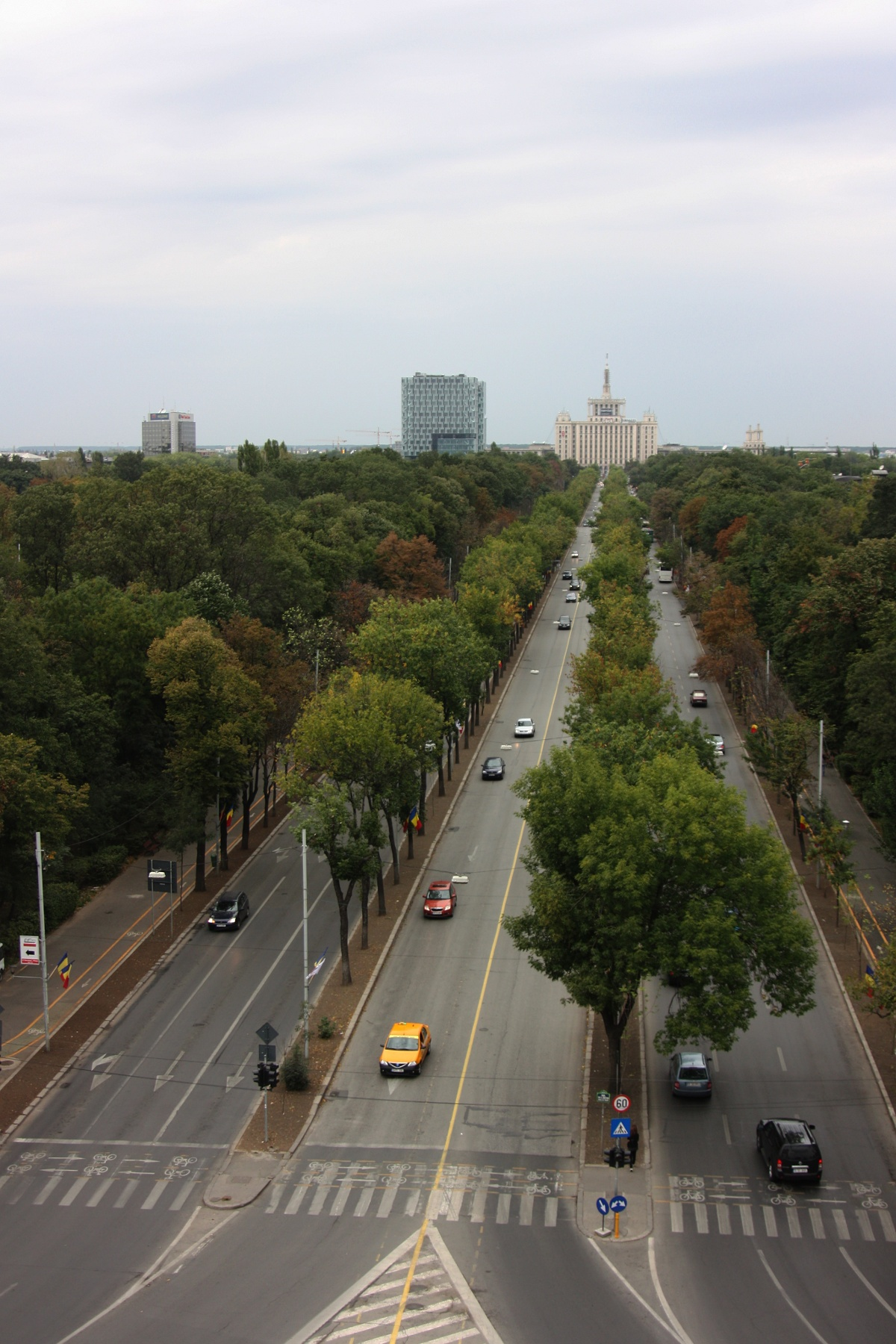
Het Casa Presei Libere op de achtergrond

Casa Presei Libere (Huis voor de vrije pers) is een gebouw in het noorden van Boekarest, de hoofdstad van Roemenië.
De constructie van dit gebouw begon in 1952 en werd voltooid in 1956. Het gebouw heette Combinatul Poligrafic Casa Scînteii "I.V.Stalin" en later Casa Scînteii (Scînteia was de naam van de officiële krant van de Roemeense Communistische Partij). Architect Horia Maicu heeft hem ontworpen in Sovjet socialistisch realisme, gebaseerd op de Moskou Staatsuniversiteit. In dit gebouw zat toen alle drukkerijen, nieuwsredacties en hun werknemers.
Casa Presei Libere heeft de afmetingen 280 m bij 260 m en beslaat een totale oppervlakte van 32.000 m². Het gebouw heeft 735.000 m³. Zonder de televisieantenne, die 12,4 m hoog is, heeft Casa Presei Libere een hoogte van 91,6 m.
Op 21 april 1960 werd er aan de voorkant van het gebouw een gigantisch standbeeld van Vladimir Lenin geplaatst, dat gemaakt is door beeldhouwer Boris Caragea. Op 3 maart 1990, na de Roemeense Revolutie van eind 1989, werd dit standbeeld verwijderd.
Tegenwoordig speelt het Casa Presei Libere dezelfde rol als vroeger: vele kranten hebben hun hoofdkwartier in dit gebouw. Ook bevindt zich in de zuidervleugel de beurs van Boekarest. Sinds de revolutie heet dit gebouw Casa Presei Libere.